# Karmija
Karmija (hebrejsky כַּרְמִיָּה, v oficiálním přepisu do angličtiny Karmiyya, přepisováno též Karmia) je vesnice typu kibuc v Izraeli, v Jižním distriktu, v Oblastní radě Chof Aškelon.

## Geografie
Leží v nadmořské výšce 22 metrů v pobřežní nížině, v regionu Šefela. Kibuc leží v pásu zemědělsky obdělávané půdy podél vádí Nachal Šikma, který v této lokalitě proniká až téměř k mořskému pobřeží, ale je na obou stranách sevřen bloky písečných dun. Na Nachal Šikma se poblíž obce nachází umělá vodní nádrž Ma'agar Šikma.
Obec se nachází 4 kilometry od břehu Středozemního moře, cca 57 kilometrů jihojihozápadně od centra Tel Avivu, cca 68 kilometrů jihozápadně od historického jádra Jeruzalému a 7 kilometrů jižně od města Aškelon. Karmiji obývají Židé, přičemž osídlení v tomto regionu je etnicky převážně židovské.
Karmija je na dopravní síť napojena pomocí lokální silnice číslo 3411, která východně od vesnice ústí do dálnice číslo 4.

## Dějiny
Karmija byla založena v roce 1950. Novověké židovské osidlování tohoto regionu začalo po válce za nezávislost tedy po roce 1948, kdy oblast ovládla izraelská armáda. Kibuc Karmija byl třetí a poslední židovskou vesnicí zřízenou nedaleko severního okraje pásma Gazy. Zakladateli osady byla skupina členů polovojenských jednotek Nachal napojených na mládežnické sionistické hnutí ha-Šomer ha-Ca'ir. Skupina sestávala z Židů z Francie a Tuniska. Do vesnice se přistěhovalo 54 židovských rodin evakuovaných v rámci plánu jednostranného stažení roku 2005 z osad Elej Sinaj a Nisanit z pásma Gazy.
Ve vesnici funguje mateřská škola, sportovní areály a plavecký bazén. Místní ekonomika je založena na zemědělství, ale většina obyvatel kibucu pracuje mimo obec. Obec prošla stavební expanzí a na jejím severním okraji vyrostla rezidenční čtvrť. Obyvatelstvo je sekulární.

## Demografie
Podle údajů z roku 2014 tvořili naprostou většinu obyvatel v Karmiji Židé (včetně statistické kategorie "ostatní", která zahrnuje nearabské obyvatele židovského původu ale bez formální příslušnosti k židovskému náboženství).
Jde o menší obec vesnického typu s dlouhodobě rostoucí populací. K 31. prosinci 2014 zde žilo 638 lidí. Během roku 2014 populace stoupla o 6,5 %.
| Rok            | 1961 | 1972 | 1983 | 1995 | 2001 | 2003 | 2004 | 2005 | 2006 | 2007 | 2008 | 2009 | 2010 | 2011 | 2012 | 2013 | 2014 |
| -------------- | ---- | ---- | ---- | ---- | ---- | ---- | ---- | ---- | ---- | ---- | ---- | ---- | ---- | ---- | ---- | ---- | ---- |
| Počet obyvatel | 211  | 258  | 282  | 260  | 321  | 321  | 302  | 422  | 464  | 522  | 572  | 516  | 536  | 573  | 596  | 599  | 638  |